# Lada Ellada

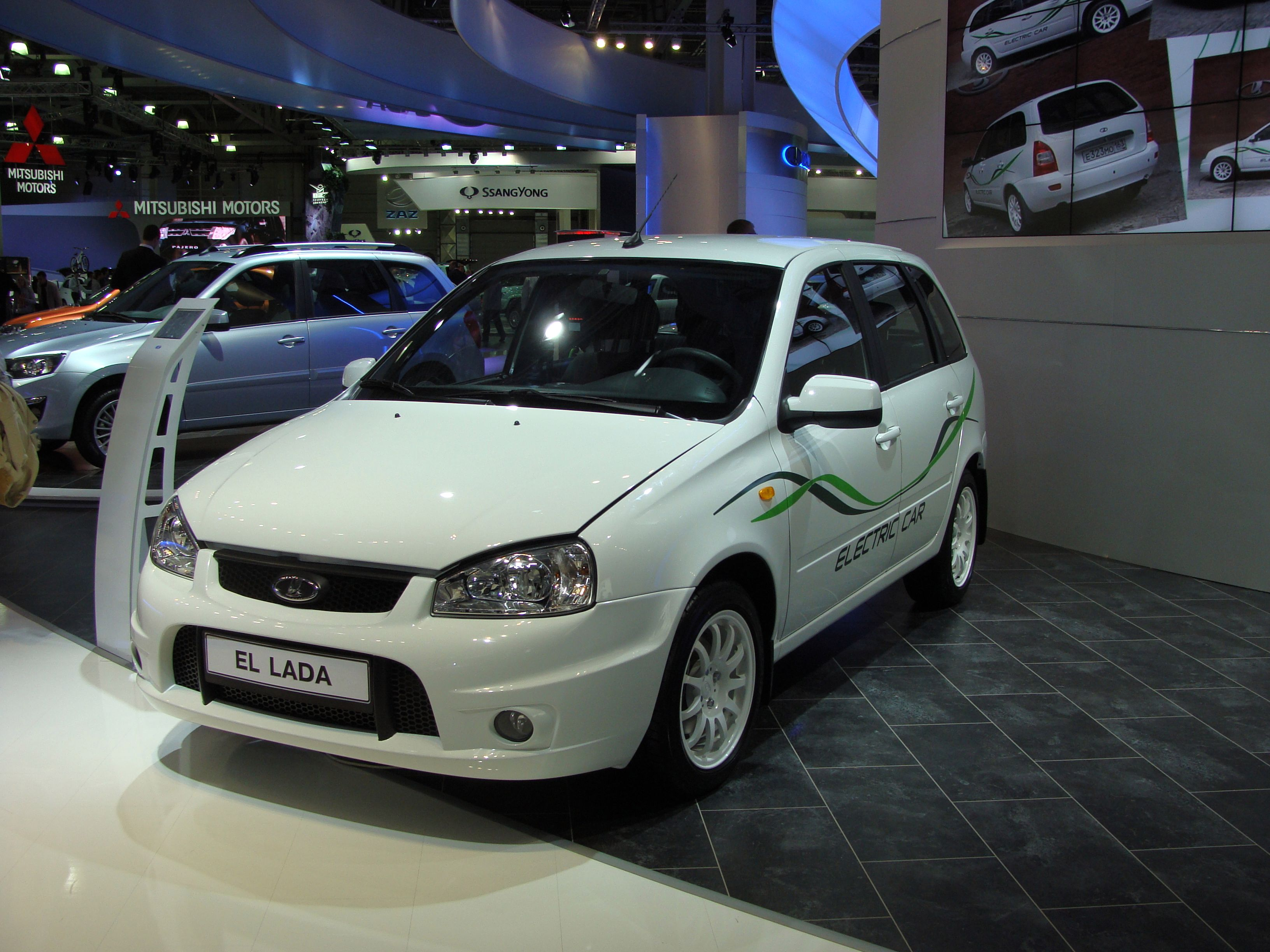
EL Lada

EL LADA — перший серійний електромобіль виробництва АвтоВАЗ. Розробка обійшлася в 10 млн. €, а вартість серійного зразка становить 1 250 000 руб. Перший автомобіль придбав глава Ростехнологій - Чемезов. У грудні 2012 року близько 100 машин будуть поставлені в Ставропольський край, де будуть використовуватися як таксі. Побудований на шасі Lada Kalina.
22 січня 2013 року АвтоВАЗ відвантажив перші п'ять електромобілів EL Lada з партії, виробленої для Ставропольського краю відповідно до угоди, підписаної в серпні 2012 року.